# Vityaziella renki
Vityaziella renki är en svampdjursart som beskrevs av Konstantin R. Tabachnick och Claude Lévi 1997. Vityaziella renki ingår i släktet Vityaziella och familjen Euplectellidae.
Artens utbredningsområde är havet kring Australien. Inga underarter finns listade i Catalogue of Life.